# 学校法人龍馬学園
学校法人龍馬学園（がっこうほうじんりょうまがくえん）とは、高知県高知市北本町1丁目12番6号に本部を置く学校法人。

## 沿革
- 1986年4月 - 高知情報ビジネス専門学校開校（個人立）
- 1989年4月 - 学校法人龍馬学園設立
- 1989年4月 - 高知情報ビジネス専門学校の設置者変更（学校法人立）
- 1992年4月 - 国際デザインカレッジ開校
- 1996年4月 - 医業福祉専門学校開校
- 2003年4月 - 国際デザインカレッジを国際デザイン・ビューティカレッジに、医業福祉専門学校を龍馬ふくし専門学校に校名変更
- 2006年4月 - 龍馬ふくし専門学校を龍馬看護ふくし専門学校に校名変更
- 2007年10月- 生涯学習健康センター（キラヴィ）設立
- 2016年4月 - 高知情報ビジネス専門学校を高知情報ビジネス&フード専門学校に校名変更

## 運営校
- 高知情報ビジネス&フード専門学校
- 国際デザイン・ビューティカレッジ
- 龍馬看護ふくし専門学校
- 生涯学習健康センター（キラヴィ）

## 関連法人
- 学校法人やまもも学園
桜井幼稚園、芸術学園幼稚園運営
- 四国文教サービス有限会社
ブックオフ（高知駅店、瀬戸店、土佐道路店、高須店、桟橋店、高知インター店、買取センター）
フリークス、スーパーフリークス、アップガレージ、キッズアイランド、喫茶ラセーヌ、ブックオフカフェ等運営
- アールシステム株式会社
高知公務員学院、高知高等学院、LEC高知知寄町校、人材派遣アールスタッフ、24時間ホームヘルプサービスりょうま運営
- 協同組合高知県介護福祉支援センター
介護付有料老人ホームきずな運営